# Temelucha wisconsinensis
Temelucha wisconsinensis är en stekelart som beskrevs av Dasch 1979. Temelucha wisconsinensis ingår i släktet Temelucha och familjen brokparasitsteklar. Inga underarter finns listade i Catalogue of Life.